# Platycis otome
Platycis otome là một loài bọ cánh cứng trong họ Lycidae. Loài này được Kono miêu tả khoa học năm 1932.